# La strada che va in città
La strada che va in città è un romanzo breve, nonché opera d'esordio, della scrittrice italiana Natalia Ginzburg, pubblicato per la prima volta con lo pseudonimo di Alessandra Tornimparte nel 1942.

## Trama
La protagonista è una ragazza di campagna, affascinata dalla città. Essa si trova coinvolta, in buona parte per suo desiderio, in un angusto matrimonio di convenienza.